# Singojuruh (distriktshuvudort i Indonesien)
Singojuruh är en distriktshuvudort i Indonesien.   Den ligger i provinsen Jawa Timur, i den sydvästra delen av landet, 800 km öster om huvudstaden Jakarta. Singojuruh ligger 157 meter över havet och antalet invånare är 29 418.
Terrängen runt Singojuruh är huvudsakligen platt, men norrut är den kuperad. Runt Singojuruh är det mycket tätbefolkat, med 1 177 invånare per kvadratkilometer. Närmaste större samhälle är Banyuwangi, 16,5 km nordost om Singojuruh. Omgivningarna runt Singojuruh är en mosaik av jordbruksmark och naturlig växtlighet.